# Bonifatius (Vorname)
Bonifatius (auch Bonifacius) ist ein männlicher Vorname und auch in der Kurzform „Bonifaz“ gebräuchlich.

## Herkunft und Bedeutung des Namens
Die volkstümliche Deutung – von lateinisch bonum und facere → der Wohltäter – ist mit der lateinischen Sprache nicht vereinbar; dann müsste man nämlich Bonifacius schreiben. Das „t“ in dem Wortstamm zeigt die Herkunft von lateinisch fatum: Schicksal, Weissagung.
Demnach handelt es sich bei einem „Bonifatius“ um einen Menschen, der ein gutes Schicksal hat bzw. gutes Schicksal bringt. Im Lateinischen wird für gebräuchliche Ausdrücke oft auf die Angabe des Verbs verzichtet; so wird vermutet, dass auch bei „Bonifatius“ das Verb „bringen“ nicht explizit zum Ausdruck kommt. So erhielt der weiter unten genannte Missionar Winfried erst durch Papst Gregor II. den Namen „Bonifatius“, welcher als „der gutes Schicksal Bringende“ die Lehren Christi verbreiten sollte.

## Verbreitung
Der Name wird in Deutschland und Österreich nur sehr selten bei der Namenswahl berücksichtigt. In der Schweiz tragen 3 Personen diesen Namen (Stand 2022). In den Niederlanden ist der Name jedoch seit 1930 jährlich in den Hitlisten anzutreffen. Besonders beliebt war er zwischen Anfang der 1930er bis Mitte der 1940er Jahre. Seit der Jahrtausendwende wird der Name wieder populärer, jedoch ist er nur mäßig beliebt. Bonifatius kommt in Schweden selten vor, und dann nur als Zweitname.
Im Mittelalter war er auch als Papstname sehr beliebt, acht Päpste und ein Gegenpapst trugen den Namen Bonifatius:
- Bonifatius I.
- Bonifatius II.
- Bonifatius III.
- Bonifatius IV.
- Bonifatius V.
- Bonifatius VI.
- Bonifatius VII. (Gegenpapst)
- Bonifatius VIII.
- Bonifatius IX.

## Varianten
- Bonifaz, Bonifacius, Bonifazio, Bonifacio, Boniface, Bonus, Bonifazi

## Namenstag
- 19. Februar, Bonifatius von Lausanne
- 14. Mai, Bonifatius von Tarsus („Eisheiliger“)[1]
- 5. Juni, Bonifatius Winfried („Apostel der Deutschen“)[1]
- 25. Oktober, Papst Bonifatius I.

## Bekannte Namensträger

### Kirchliche Namensträger
Heilige der Katholischen Kirche
- Bonifatius von Tarsus (Eisheiliger)
- Bonifatius I., Papst von 418 bis 422
- Bonifatius von Karthago (ca. 523–535) (LThK)
- Winfried Bonifatius (Winfried, Wynfreth), „Apostel der Deutschen“ (* um 673–754)
- Bonifatius von Lausanne (1182/83–1261), Bischof von Lausanne 1231–1239

Päpste der Katholischen Kirche (in Klammern Amtszeit)
- Bonifatius I. (418–422)
- Bonifatius II. (530–532)
- Bonifatius III. (606–607)
- Bonifatius IV. (608–615)
- Bonifatius V. (619–625)
- Bonifatius VI. (896)
- Bonifatius VII. (974/984–985)
- Bonifatius VIII. (1294–1303)
- Bonifatius IX. (1389–1404)

Bischöfe
- Bonifatius von Savoyen, Erzbischof von Canterbury (1240–1270)
- Bonifaz von Ragusa (1504–1582), Bischof der römisch-katholischen Kirche sowie Diplomat der römischen Kurie

### Andere Namensträger
Antike und Mittelalter
- Bonifatius (Feldherr), auch Bonifacius, römischer General († 432)
- Bonifatius II. von Lucca, Markgraf (Marchese) der Toskana (828–834)
- Bonifatius von Canossa (* wohl 985; † 1052), einer der mächtigsten Adligen in Italien in der ersten Hälfte des 10. Jahrhunderts
- Bonifatius I. (Montferrat), Markgraf (1187–1207) und König von Thessaloniki
- Bonifatius II. (Montferrat), Markgraf (1225–1253/5)
- Bonifaz (Savoyen), Graf (1253–1263)

Neuzeit
- Bonifacius Amerbach (1495–1562), Schweizer Jurist, Humanist, Professor und Komponist
- Bonifatius Becker (1898–1981), deutscher Benediktiner, von 1956 bis 1967 erster residierender Abt der Neuen Benediktinerabtei Kornelimünster
- Bonifacius Colyn (* 1533; † 1608), deutscher Schöffe und Bürgermeister der Reichsstadt Aachen, Vorkämpfer des Protestantismus in Aachen
- Bonifacius Heinrich Ehrenberger (1681–1759), deutscher Mathematiker und Physiker
- Bonifatius Ferrer (* 1355; † 1417), spanischer Jurist, katholischer Theologe und Kartäuser-Mönch
- Bonifatius Fischer (1915–1997), deutscher Theologe und Benediktiner in der Erzabtei Beuron
- Bonifaz Locher (1858–1916), deutscher Maler, Freskant und Wandmaler
- Bonifatius Pfaffenzeller (* 1677; † 1727), deutscher Geistlicher und asketischer Schriftsteller
- Bonifaz Räss (1848–1928), Schweizer katholischer Theologe
- Bonifacius Erasmi de Rode (* um 1480; † 1560), deutscher Mathematiker und evangelischer Theologe
- Bonifatius Sauer (1877–1950), deutscher Missionsbenediktiner, Begründer der deutschen Benediktinermission in Korea
- Bonifatius Stirnberg (* 1933), deutscher Bildhauer
- Bonifacius Stöltzlin (1603–1677), deutscher lutherischer Theologe und Autor
- Bonifaz Kaspar von Urban (1773–1858), Erzbischof des Erzbistums Bamberg
- Bonifaz Wimmer (1809–1887), bayerischer Benediktiner und Begründer des benediktinischen Mönchtums in den USA
- Bonifaz Wöhrmüller (1885–1951), deutscher Benediktiner, von 1919 bis 1951 Abt der Abtei St. Bonifaz in München
- Bonifaz Wohlmut (* vor 1510; † 1579), deutscher Steinmetz, Baumeister und Architekt
- Bonifacius Wolfhart (* um 1490; † 1543), deutscher Theologe und Reformator

### Spitzname
- Bonnifacius war der Spitzname von Hermann Wandersleb, der ihm verliehen wurde, weil er maßgeblich daran beteiligt war, dass Bonn zur deutschen Bundeshauptstadt wurde.

## Nachweise
1. 1 2 3  Rosa Kohlheim, Volker Kohlheim: Duden. Lexikon der Vornamen. 6. Auflage. Dudenverlag, Mannheim/Zürich 2013, ISBN 978-3-411-04946-2, S. 78.
2. ↑  Karl Ernst Georges: Bonifatius. In: Ausführliches lateinisch-deutsches Handwörterbuch. 8., verbesserte und vermehrte Auflage. Band 1. Hahnsche Buchhandlung, Hannover 1913, Sp. 847 (Digitalisat. zeno.org).
3. ↑  Bonifatius. In: Baby-Vornamen. Baby Vornamen, abgerufen am 12. September 2024 (deutsch).
4. ↑  Bonifatius. In: Nordicnames. Judith Ahrholdt, abgerufen am 12. September 2024 (englisch).